# Rivière aux Brochets (tillflöde till Champlainsjön)
Rivière aux Brochets är ett vattendrag i Kanada.   Det ligger i provinsen Québec, i den sydöstra delen av landet, 210 km öster om huvudstaden Ottawa.
Omgivningarna runt Rivière aux Brochets är en mosaik av jordbruksmark och naturlig växtlighet. Runt Rivière aux Brochets är det glesbefolkat, med 20 invånare per kvadratkilometer.